# Marie-Louise Arthur
Marie-Louise Arthur, född 14 september 1921 i Kvillinge, död 23 oktober 2006 i Norrköping, var en svensk skådespelare.

## Filmografi
- 1941 – Bara en kvinna
- 1941 – Fransson den förskräcklige
- 1942 – Lyckan kommer
- 1943 – Kvinnor i fångenskap
- 1943 – En flicka för mej
- 1944 – Släkten är bäst

### Fotnoter
1. ↑  ”Marie-Louise Arthur”. Svensk Filmdatabas. http://www.sfi.se/sv/svensk-filmdatabas/Item/?type=PERSON&itemid=61448&ref=%2ftemplates%2fSwedishFilmSearchResult.aspx%3fid%3d1225%26epslanguage%3dsv%26searchword%3dMarie-Louise+Arthur%26type%3dPerson%26match%3dBegin%26page%3d1%26prom%3dFalse. Läst 24 september 2012.